# Johann Nepomuk Czermak
Johann Nepomuk Czermak, född 17 juni 1828 i Prag, död 16 september 1873 i Leipzig, var en österrikisk fysiolog. 
Czermak var först privatdocent i Würzburg, sedan professor i Graz,  Kraków och Pest. År 1860 bosatte han sig i sin födelsestad, där han för sin forskning inrättade ett fysiologiskt laboratorium, och 1865 kallades han till den fysiologiska lärostolen i Jena, varifrån han 1869 flyttade till Leipzig. Hans huvudsakliga förtjänst består i införandet och användandet av struphuvudspegeln för diagnostiska och fysiologiska ändamål. Några av hans arbeten hade stor betydelse för ljudfysiologin.